# Amanda Bynes
Amanda Bynes (Thousand Oaks, Kalifornija, 3. travnja 1986.) je američka glumica, pjevačica i posuđivačica glasova. 
Do nedavno je posuđivala glasove i vodila na dječjoj televiziji Nickelodeon. Na Nickelodeon je vodila emisije All That and The Amanda Show. Snimila je više filmova od kojih su najpoznatiji She's the Man i Hairspray. Također je poznata po ulozi Daphne Reynold u filmu Sve što djevojka može poželjeti.

## Filmografija
| Godina | Film                            | Uloga            |
| ------ | ------------------------------- | ---------------- |
| 2002.  | Veliki debeli lažljivac         | Kaylee           |
| 2003.  | Sve što djevojka može poželjeti | Daphne Reynolds  |
| 2003.  | Charlotteina mreža 2            | Nellie           |
| 2005.  | Roboti                          | Piper Pinwheeler |
| 2005.  | Ljubavni brodolom               | Jenny Taylor     |
| 2006.  | Ona je muškarac                 | Viola Hastings   |
| 2007.  | Sprej za kosu                   | Penny Pingleton  |
| 2007.  | Super luzeri                    | Sydney White     |
| 2010.  | Jednostavno A                   | Marianne         |